# Пушкарёв, Виктор Викторович
Виктор Викторович Пушкарёв — советский хозяйственный и политический деятель.

## Биография
Родился в 1938 году в Москве. Член КПСС с 1961 года.
Окончил среднюю школу.
В 1953—1957 гг. — заточник Московского инструментального завода.
В 1957—1960 гг. — военнослужащий Советской армии.
В 1960—1969 гг. — заточник Московского инструментального завода.
В 1969—1991 гг. — шлифовщик, бригадир шлифовщиков Московского завода счётно-аналитических машин имени В. Д. Калмыкова Министерства электротехнической промышленности СССР.
Избирался депутатом Верховного Совета СССР 11-го созыва. Делегат XXVII съезда КПСС.
Жил в Москве.

## Награды
- Орден Трудовой Славы II степени
- Орден Трудовой Славы III степени